# Ruby Mace
Ruby Mace (Upminster, 5 september 2003) is een Engels voetbalspeelster. Ze speelt als middenvelder en verdediger voor Leicester City WFC in de FA Women's Super League.

## Clubcarrière
Mace groeide op in Upminster in het Londense district Havering. Op driejarige leeftijd verkreeg Mace interesse in voetbal toen ze haar broer zag spelen. Ze begon mee te trainen in een jongensteam. Op vijfjarige leeftijd begon ze met wedstrijden te spelen alvorens ze zich twee jaar later voegde in de jeugdacademie van Arsenal WFC. Op vijftienjarige leeftijd werd Mace door The Football Association genomineerd voor een Sports Aid voor een zelf te bepalen voetbal gerelateerd goede doel. Mace bleef in de jeugdacademie van Arsenal tot haar zeventiende levensjaar.
Op 26 september 2020 maakte Mace haar debuut voor de hoofdmacht van Arsenal in ween wedstrijd tegen Tottenham Hotspur in een uitgestelde FA Women's Cup kwartfinale. Ze kwam in de 88ste minuut als vervangster van aanvoerster Kim Little in het veld en wist met 4-0 te winnen. Mace maakte op 7 oktober 2020 opnieuw als invalster haar opwachting in de League Cup door Caitlin Foord in de 84ste minuut te vervangen.
Haar Super League debuut maakte Mace op 11 oktober 2020 door in de 78ste minuut voor Caitlin Foord in te vallen in een wedstrijd tegen Brighton & Hove Albion WFC. Haar tweede wedstrijd in de Super League speelde ze op 18 oktober door in de 77ste minuut in te vallen voor Daniëlle van de Donk tegen Tottenham Hotspur. Mace maakte haar tweede opwachting in de League Cup tegen London City Lionesses door in de 46ste minuut in te vallen voor Jill Roord. Op 2 februari 2021 werd Mace voor de rest van het seizoen 2021/22 verhuurd aan Birmingham City WFC.
Mace tekende op 11 juni 2021 haar eerste profcontract bij Manchester City WFC nog voor ze achttien werd. 
Ze maakte haar debuut voor de Citizens op 13 oktober 2021 in een League Cup wedstrijd tegen Everton WFC, waarin ze de volledig negentig minuten in actie kwam en lof ontving van teamgenote Jess Park. Ze won dat seizoen met Manchester City de League Cup.
Mace werd op 28 januari 2023 verhuurd aan Leicester City WFC voor de rest van het seizoen 2022/23. Een dag later maakte ze haar debuut in een FA Cup wedstrijd tegen Reading FC. Mace kreeg op 21 mei 2023 twee gele kaarten waarna ze van het veld werd gestuurd tegen West Ham United F.C. Ze hielp Leicester City aan handhaving in de Super League dat seizoen. Na haar verhuurperiode keerde Mace weer terug bij Manchester City. In 2024 werd Mace door de krant Manchester Evening News omschreven als 'een van de grootste Engelse voetbaltalenten'.
Op 18 mei 2024 werd bekend dat het contract van Mace niet werd verlengd en ze de club aan het einde van het seizoen 2023/24 verliet.
Op 20 juli 2024 tekende Mace een tweejarig contract bij Leicester City WFC en keerde ze dus terug bij haar oude club.  Ze wees een aanbod van Atlético Madrid en andere Super League hiervoor af. Onder deze Super League clubs bevond zich ook regerend landskampioen Chelsea.

## Statistieken
| Seizoen | Club                       | Land     | Competitie              | Wedstrijden | Doelpunten |
| ------- | -------------------------- | -------- | ----------------------- | ----------- | ---------- |
| 2019/20 | Arsenal WFC                | Engeland | FA Women's Super League | 0           | 0          |
| 2020/21 | Arsenal WFC                | Engeland | FA Women's Super League | 3           | 0          |
| 2020/21 | Birmingham City WFC (huur) | Engeland | FA Women's Super League | 11          | 2          |
| 2021/22 | Manchester City WFC        | Engeland | FA Women's Super League | 7           | 0          |
| 2022/23 | Manchester City WFC        | Engeland | FA Women's Super League | 1           | 0          |
| 2022/23 | Leicester City WFC (huur)  | Engeland | FA Women's Super League | 10          | 0          |
| 2023/24 | Manchester City WFC        | Engeland | FA Women's Super League | 5           | 0          |
| 2024/25 | Leicester City WFC         | Engeland | FA Women's Super League | 8           | 0          |
| Totaal  | Totaal                     | Totaal   | Totaal                  | 45          | 2          |

Laatste update: 8 december 2024

## Interlandcarrière
Mace maakte in oktober 2017 haar internationale debuut voor Engeland -15, waarvoor ze aanvoerster was tegen de leeftijdsgenoten van Schotland. Ook kwam ze uit voor Engeland -17 in een EK kwalificatieduel tegen Bosnië en Herzegovina. Drie dagen later maakte Mace haar eerste interlanddoelpunt tegen België. Twee jaar later maakte Mace eveneens haar debuut voor Engeland -19. Hiermee kwam ze uit op het EK -19 in 2022 tegen Noorwegen en Zweden. In 2023 kwam ze ook uit voor Engeland -23. BBC Sport omschreef Mace als een van de meest veelbelovende talenten van Engeland.
Op 19 november 2024 werd Mace voor het eerst opgeroepen voor het Engelse seniorenteam voor vriendschappelijke wedstrijden tegen de Verenigde Staten en Zwitserland. Ze werd daarmee de eerste speelster van Leicester City die werd opgeroepen voor het Engelse nationale team.  Op 3 december 2024 maakte Mace in de interland tegen Zwitserland haar debuut door in de basis te starten in de met 1-0 gewonnen wedstrijd.